# Prothemellus afghana
Prothemellus afghana là một loài bọ cánh cứng trong họ Cantharidae. Loài này được Wittmer miêu tả khoa học năm 1956.